# B.o.B
B.o.B, Bobby Ray, właśc. Bobby Ray Simmons Jr. (ur. 15 listopada 1988 w Atlancie) – amerykański raper, piosenkarz, autor tekstów, multiinstrumentalista i producent muzyczny. Obecnie współpracuje z wytwórniami Grand Hustle i Atlantic Records.
Simmons inspiruje się muzyką lat 80, rapem, techno, rockiem, funkiem, a nawet doo wop.
W grudniu 2008 roku pojawił się na okładce magazynu „XXL” obok Ashera Rotha, Charlesa Hamiltona, Kida Cudiego i Wale’a jako „Hip-Hop's Class of '09”. W październiku 2008 roku B.o.B pojawił się na okładce magazynu muzycznego „Vibe” obok tych samych młodych muzyków jako „najbardziej obiecujące młode talenty”.

## Kariera

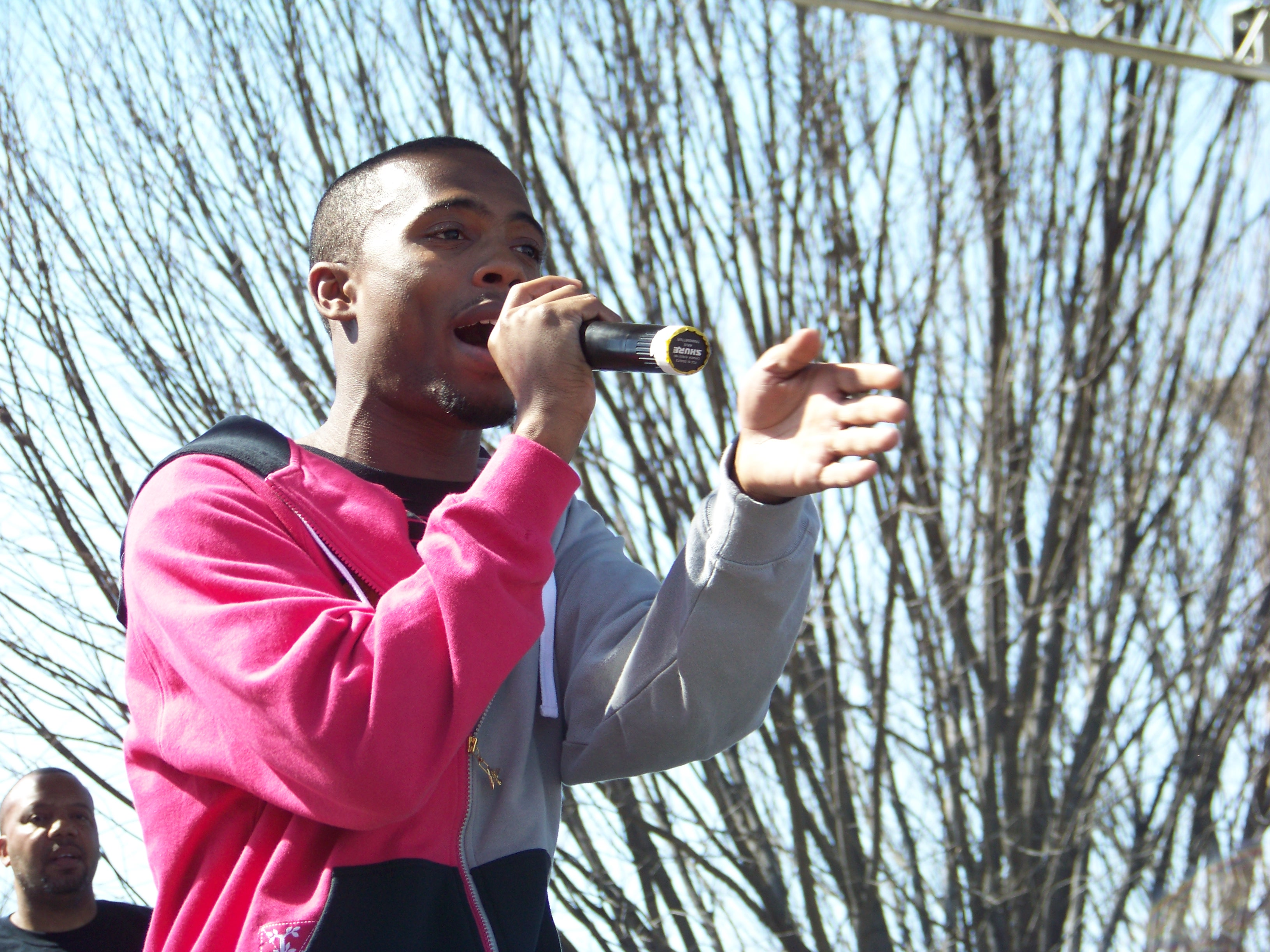
B.o.B koncertujący w Atlancie w 2008 roku

Jego debiutancki album B.o.B Presents: The Adventures of Bobby Ray miał zostać początkowo wydany 25 maja 2010 roku, jednak sukces piosenki „Nothin’ on You” sprawił, iż premiera została przeniesiona na 27 kwietnia 2010 roku. Album został wydany w wytwórni Grand Hustle należącej do T.I. i zawiera utwory z takimi artystami jak Lupe Fiasco, T.I., Playboy Tre, Hayley Williams, Rivers Cuomo, Janelle Monáe czy Eminemem.
Jego dwa pierwsze single („Nothin’ on You” i „Airplanes”) osiągnęły sukces międzynarodowy. Utwór „Nothin’ on You” znalazł się na szczycie notowań w Holandii, Wielkiej Brytanii oraz w Stanach Zjednoczonych, natomiast piosenka „Airplanes” zajęła pierwsze miejsce na listach przebojów w Nowej Zelandii, a także w Wielkiej Brytanii. Singel znalazł się w pierwszej trójce również w Australii, Stanach Zjednoczonych, Kanadzie i w Irlandii. Na trzeci singiel z płyty wybrano piosenkę „Magic”.
13 marca 2012 roku został wydany drugi studyjny album pt. Strange Clouds. Promowały go dotąd dwa single pt. „Strange Clouds” i „Play the Guitar”.

## Dyskografia

### Albumy
- B.o.B Presents: The Adventures of Bobby Ray (2010)
- Strange Clouds (2012)
- Fuck Em We Ball (2012)
- Underground Luxury (2013)
- Psycadelik Thoughtz (2015)
- Elements (2016)
- Ether (2017)

### Single
| Rok  | Tytuł                               | Najwyższa pozycja | Najwyższa pozycja | Najwyższa pozycja | Najwyższa pozycja | Najwyższa pozycja | Najwyższa pozycja | Najwyższa pozycja | Najwyższa pozycja | Najwyższa pozycja | Najwyższa pozycja | Najwyższa pozycja | Album                                       |
| Rok  | Tytuł                               | US Hot 100        | US R&B            | US Rap            | Pop 100           | CAN               | UK                | DE                | IRL               | AUS               | NZ                | EURO              | Album                                       |
| ---- | ----------------------------------- | ----------------- | ----------------- | ----------------- | ----------------- | ----------------- | ----------------- | ----------------- | ----------------- | ----------------- | ----------------- | ----------------- | ------------------------------------------- |
| 2010 | „Nothin’ on You” (feat. Bruno Mars) | 1                 | 1                 | –                 | 1                 | 10                | 1                 | 22                | 7                 | 3                 | 5                 | 5                 | B.o.B Presents: The Adventures of Bobby Ray |
| 2010 | „Airplanes” (feat. Hayley Williams) | 2                 | 1                 | 2                 | –                 | 2                 | 1                 | 8                 | 2                 | 2                 | 1                 | 2                 | B.o.B Presents: The Adventures of Bobby Ray |
| 2010 | „Magic” (feat. Rivers Cuomo)        | 10                | 2                 | 25                | 12                | 17                | 16                | –                 | 16                | 5                 | 6                 | 47                | B.o.B Presents: The Adventures of Bobby Ray |

## Nagrody i nominacje

### Nagroda Grammy
- 2011: Record Of The Year „Nothin’ on You” (z Bruno Mars) (nominacja)
- 2011: Best Pop Collaboration with Vocals „Airplanes, Part II”  (z Hayley Williams & Eminem) (nominacja)
- 2011: Best Rap/Sung Collaboration „Nothin’ on You” (z Bruno Mars) (nominacja)
- 2011: Best Rap Song „Nothin’ on You” (z Bruno Mars) (nominacja)
- 2011: Best Rap Album The Adventures Of Bobby Ray (nominacja)

### BET Awards
- 2010: Best Male Hip-Hop Artist (nominacja)
- 2010: Best Collaboration „Nothin’ on You” (z Bruno Mars) (nominacja)
- 2010: Video of the Year „Nothin’ on You” (z Bruno Mars) (nominacja)

### Suckerfree Summit
- 2010: Instant Classic „Nothin’ on You” (z Bruno Mars) (nominacja)

### Teen Choice Awards
- 2010: Album Rap B.o.B Presents: The Adventures of Bobby Ray (nominacja)
- 2010: Hook Up Song „Airplanes” (z Hayley Williams) (wygrana)
- 2010: Best Single „Nothin’ on You” (z Bruno Mars) (nominacja)
- 2010: Breakout Artist Male (nominacja)
- 2010: Music Star Male (nominacja)
- 2010: Best Summer Song „Airplanes” (z Hayley Williams) (nominacja)

### MTV Video Music Awards
- 2010: Video of the Year „Airplanes” (z Hayley Williams) (nominacja)
- 2010: Best Collaboration „Airplanes” (z Hayley Williams (nominacja)
- 2010: Best Male Video „Airplanes” (z Hayley Williams (nominacja)
- 2010: Best Hip-Hop Video „Airplanes” (z Hayley Williams (nominacja)
- 2010: Best Pop Video „Nothin’ on You” (z Bruno Mars (nominacja)

### MTV Europe Music Awards
- 2010: Best New Act (nominacja)
- 2010: Best Push Act (nominacja)